# Jeff Sessions
Jefferson Beauregard "Jeff" Sessions III, född 24 december 1946 i Selma i Alabama, är en amerikansk advokat och republikansk politiker.
Sessions representerade delstaten Alabama i USA:s senat mellan åren 1997 och 2017. I februari 2017 tillträdde Sessions som USA:s justitieminister i Trumps kabinett. Den 7 november 2018 meddelade Jeff Sessions att han avgår som justitieminister.

## Karriär
Sessions avlade kandidatexamen (B.A.) i statsvetenskap vid Huntingdon College i Montgomery 1969. Därefter avlade han juristexamen (J.D.) vid University of Alabama 1973. Senare samma år inledde han sin karriär som advokat i Russellville i Alabama. 1977 flyttade Sessions, tillsammans med sin fru Mary, till Mobile i Alabama. Sessions var reservofficer i USA:s armé under åren 1973–1986.
Ronald Reagan nominerade Sessions till federal åklagare i Alabama 1981. Sessions godkändes av senaten och han var federal åklagare i delstaten fram till 1993. Mellan åren 1994 och 1996 var Sessions Alabamas justitieminister (Alabama Attorney General). I senatsvalet 1996 för Alabama besegrade Sessions demokraten Roger Bedford och han valdes därmed in i USA:s senat för första gången. Sessions tillträdde den 3 januari 1997. Sessions blev omvald i senatsvalen 2002, 2008 och 2014.
Sessions tillhör de mest konservativa inom det republikanska partiet och rankades av National Journal i mars 2007 som den femte mest konservativa sittande senatorn i USA. Han har under sin karriär kritiserats för flera rasistiska uttalanden.

## USA:s justitieminister (2017–2018)
Inför presidentvalet i USA 2016 var Sessions den första sittande republikanska senatorn att ge presidentkandidaten Donald Trump sitt stöd, vilket han gjorde den 28 februari 2016 under primärvalssäsongen. Sessions diskuterades som en potentiell vicepresidentkandidat till Trump, men valet föll istället på Indianas guvernör Mike Pence. Trump vann presidentvalet och den 18 november 2016 meddelade Trump att han valt att nominera Sessions som justitieminister i sitt kabinett som tillträdde den 20 januari 2017. Sessions blev därmed Trumps första kabinettsnominering efter presidentvalet.
Trumps nominering av Sessions mötte kritik och protester. Den 3 januari 2017 hade över 1100 professorer i juridik från 170 universitet och högskolor i 48 olika delstater i USA undertecknat ett brev till USA:s senat där man vädjar till ledamöterna att inte rösta för nomineringen av Sessions. Den 8 februari 2017 godkändes nomineringen av Sessions i senaten. Omröstningen i senaten slutade 52 röster mot 47. Sessions fick stöd från samtliga 51 republikaner samt en demokrat.

### Ämbetstid
Den 26 april 2017 tillträdde Rod Rosenstein som vice justitieminister under Sessions.
I maj 2017 erbjöd Sessions sig att avgå efter att han fått kritik från president Trump, som dock inte accepterade avgången varpå Sessions valde att stanna som justitieminister.
I juni 2018, gav Sessions ett tal där han citerade Bibeln för att rättfärdiga sin nya politik att skilja kvarhållna barn från deras familjer när de fångats med att olagligt korsa gränsen.

## Politiska ställningstaganden
Under sin tjänstgöring i senaten ansågs Sessions vara en av de mest konservativa medlemmarna av den amerikanska senaten.